# Немања Ћаласан
Немања Ћаласан (Суботица, 17. март 1996) српски је фудбалер који тренутно наступа за суботички Спартак. Висок је 188 центиметара и игра на позицији штопера.

## Каријера

### Спартак Суботица
Као рођени Суботичанин, Ћаласан своју фудбалску каријеру започео у локалном Спартаку. Након млађих категорија, приступио је Тиси из Адорјана, где је своје прве сениорске утакмице одиграо у четвртом нивоу фудбалског такмичења у Србији, Бачкој зони. Касније је прешао у српсколигашку конкуренцију, где је током другог дела сезоне 2014/15. забележио 12 наступа у српској лиги Војводине за Бачку 1901. Он се, потом, поново прикључио Спартаку средином 2015, одрадивши припреме са првим тимом, а затим се вратио у Бачку 1901 као позајмљен играч до лета наредне године. Он је у сезони 2015/16. био један од истакнутијих играча овог клуба постигавши четири поготка на 26 наступа. До своје 20. године, Ћаласан је за Бачку уписао укупно 38 утакмица и четири поготка, као бонус играч у трећем степену такмичења у Србији.
Услед запажених партија у дресу овог клуба, Ћаласан је по повратку у матични Спартак, потписао свој први професионални уговор, 2016. године. Тренер Андреј Чернишов га је у сезони 2016/17. упарио са нешто искуснијим Александром Радовановићем, а Ћаласан је свој први погодак за клуб постигао у победи над екипом Радничког из Ниша, 30. јула 2016. године. Током своје прве професионалне сезоне, Ћаласан је забележио укупно 32 наступа у оба такмичења под ингеренцијама Фудбалског савеза Србије. Почетком наредне сезоне и доласком Александра Веселиновића на место шефа струке, Ћаласан је нову сезону започео у пару са Дејаном Керкезом на штоперским позицијама, те су њих двојица тако чинили најмлађи тандем на отварању првенства Србије за сезону 2017/18. По одласку Александра Радовановића и Ђорђа Ивановића из клуба, Керкезу је намењена улога заменика капитена, Владимира Торбице, док је Ћаласан именован за трећег по реду за ову функцију.
Иако је у јулу 2018. фигурирао као мета новосадске Војводине, Ћаласан се нашао на списку тренера Владимира Гаћиновића у квалификацијама за Лигу Европе 2018/19. Ћаласан је своју прву континенталну утакмицу за Спартак одиграо у првом колу квалификација, против Колерејна из Северне Ирске, док је у током реванш сусрета уписао асистенцију код поготка Милета Савковића у победи од 2:0 на гостовању. Ћаласан је, затим, у првој утакмици другог кола, постигао свој други погодак у дресу Спартака, против прашке Спарте, 26. јула 2018. У другој утакмици против Спарте, на гостовању, Ћаласан је добио потрес мозга, након дуела са противничким игрчем. Убрзо после тога је замењен, а потом је пропустио првенствену утакмицу против Пролетера из Новог Сада. У тим се вратио за утакмицу против данског Брондбија, на стадиону Рајко Митић, коју је Спартак изгубио резултатом 2:0. Ћаласан је током јесењег дела сезоне 2018/19. забележио укупно 25 званичних наступа, а свој једини погодак у лигашком делу такмичења постигао је у 21. колу, када је био реализатор једанаестерца у победи од 3:2 над екипом Вождовца. На свечаности одржаној крајем 2018, Ћаласан се нашао међу награђеним појединцима од стране Спортског савеза Суботице, за успехе постигнуте у протеклој години.

### Шавес
Почетком 2019. године, након успешних преговора два клуба, Ћаласан је напустио Спартак и прешао у португалски Шавес. Вредност трансфера није званично објављена, док је играч са својим новим клубом потписао уговор у трајању од три и по године. Ћаласан је у Шавесу изабрао број 40 на дресу, који је носио и у свом матичном клубу. Нешто касније, Спортски журнал је пренео вест да је продајом Ћаласана и његовог саиграча, Бојана Чечарића, Спартак остварио приход од укупно 400 хиљада евра. Ћаласан се по први пут нашао у протоколу за утакмицу против Порта, 18. јануара 2019, коју је Шавес изгубио резулататом 1:4, али је тај сусрет провео на клупи за резервне играче. За екипу Шавеса, Ћаласан је дебитовао 29. јануара 2019, ушавши у игру уместо Бруна Галоа у 79. минуту гостовања Портимоненсеу. Неколико дана касније, 2. фебруара, Ћаласан је наступио и на утакмици против Маритима, када је такође у игру ушао са клупе. Оба сусрета завршена су минималним победама Шавеса. Ћаласан је до краја сезоне наступио још на сусрету са екипом Браге, када је у игру ушао уместо Нилтиња у 63. минуту.

## Репрезентација
Новембра 2016. године, селектор Ненад Лалатовић уврстио је Ћаласана на списак репрезентације Србије до 20 година. Након дебија за ову селекцију на утакмици против Црне Горе, Ћаласан се такође нашао на списку Илије Петковића у марту 2017.
Почетком 2017, Ћаласан је добио позив Славољуба Муслина у сениорску репрезентацију Србије сачињену од играча из домаћег такмичења, за коју је наступио на пријатељској утакмици против Сједињених Америчких Држава у Сан Дијегу.
У септембру 2017, Ћаласан је добио свој први позив на окупљање младе репрезентације Србије, под вођством селектора Горана Ђоровића. За ову екипу дебитовао је у пријатељској утакмици против Катара, 17. децембра исте године. Ћаласан је одиграо свих 90 минута за младу репрезентацију Србије у последњој квалификационој утакмици за Европско првенство 2019, против селекције Јерменије 16. октобра 2018, која је завршена без погодака. Освојивши прво место у седмој групи, са екипом се по окончању циклуса пласирао на завршни турнир.
Почетком 2019. године, Ћаласан је добио позив Младена Крстајића за пријатељске утакмице против селекција Сент Китса и Невиса, односно Барбадоса, на Карибима. Сусрети су средином јануара отказани, услед немогућности домаћина да затвори финансијску конструкцију тих догађаја. Иако је био део екипе која је наступала у квалификационом циклусу, Ћаласан се није нашао на коначном списку младе репрезентације за Европско првенство у Италији и Сан Марину.

## Статистика

#### Клупска
Ажурирано 13. јануара 2020.
| Клуб             | Сезона               | Лига                   | Лига    | Лига   | Национални куп | Национални куп | Лига куп | Лига куп | Европа  | Европа | Остало  | Остало | Укупно  | Укупно |
| Клуб             | Сезона               | Дивизија               | Наступа | Голова | Наступа        | Голова         | Наступа  | Голова   | Наступа | Голова | Наступа | Голова | Наступа | Голова |
| ---------------- | -------------------- | ---------------------- | ------- | ------ | -------------- | -------------- | -------- | -------- | ------- | ------ | ------- | ------ | ------- | ------ |
| Бачка 1901       | 2014/15.             | Српска лига Војводина  | 12      | 0      | —              | —              | —        | —        | —       | —      | —       | —      | 12      | 0      |
| Бачка 1901       | 2015/16. (позајмица) | Српска лига Војводина  | 26      | 4      | —              | —              | —        | —        | —       | —      | —       | —      | 26      | 4      |
| Бачка 1901       | Укупно               | Укупно                 | 38      | 4      | —              | —              | —        | —        | —       | —      | —       | —      | 38      | 4      |
| Спартак Суботица | 2015/16.             | Суперлига Србије       | 0       | 0      | —              | —              | —        | —        | —       | —      | —       | —      | 0       | 0      |
| Спартак Суботица | 2016/17.             | Суперлига Србије       | 31      | 1      | 1              | 0              | —        | —        | —       | —      | —       | —      | 32      | 1      |
| Спартак Суботица | 2017/18.             | Суперлига Србије       | 30      | 0      | 1              | 0              | —        | —        | —       | —      | —       | —      | 31      | 0      |
| Спартак Суботица | 2018/19.             | Суперлига Србије       | 18      | 1      | 2              | 0              | —        | —        | 5       | 1      | —       | —      | 25      | 2      |
| Спартак Суботица | Укупно               | Укупно                 | 79      | 2      | 4              | 0              | —        | —        | 5       | 1      | —       | —      | 88      | 3      |
| Шавес            | 2018/19.             | Прва лига Португалије  | 3       | 0      | —              | —              | —        | —        | —       | —      | —       | —      | 3       | 0      |
| Шавес            | 2019/20.             | Друга лига Португалије | 2       | 0      | 2              | 0              | 2        | 0        | —       | —      | —       | —      | 6       | 0      |
| Шавес            | Укупно               | Укупно                 | 5       | 0      | 2              | 0              | 2        | 0        | —       | —      | —       | —      | 9       | 0      |
| Каријера         | Каријера             | Каријера               | 122     | 6      | 6              | 0              | 2        | 0        | 5       | 1      | —       | —      | 135     | 7      |

#### Репрезентативна
Ажурирано 27. јула 2018.
| Србија | Србија  | Србија |
| Године | Наступа | Голова |
| ------ | ------- | ------ |
| 2017.  | 1       | 0      |
| Укупно | 1       | 0      |